# Тендонектомія
Тендонектомія — це операція з підрізання сухожилля м'яза-згинача пальців передніх кінцівок свійських котів, унаслідок чого тварина втрачає можливість випускати кігті.

## Застосування
Найчастіше тендонектомія, як і інша подібна операція оніхектомія, застосовується на прохання власників свійських котів унаслідок того, що домашні тварини розпочинають дряпати меблі та інші предмети в будинку, пошкоджуючи їх поверхні, унаслідок чого псується їх поверхня і погіршується їх зовнішній вигляд. Під час цієї операції проводиться підрізання сухожилля м'яза-згинача, унаслідок чого коти втрачають можливість самостійно випускати кігті. Проте унаслідок проведення такої операції в тварини часто спостерігається порушення рухів у суглобах оперованої кінцівки, що завдає їй значного болю та дискомфорту. Після цієї операції також проходить тривале заживлення рани, часто спостерігаються також гнійні ускладнення рани. Також після операції, крім неможливості для кота точити кігті об меблі та інші предмети хатнього вжитку, у тварини також зникає її основний спосіб захисту від інших тварин та інших котів, тому вони можуть загинути під час перебування на вулиці. У оперованих котів часто спостерігається зміна психіки, вони стають злішими, перестають довіряти господарю, та замість дряпатись кігтями тварини ропочинають кусатися. У частині європейських країн ця операція заборонена, проте в Україні та Росії ця операція є доступною в низці приватних клінік, хоча більшість ветеринарів виступають проти її проведення.

## Альтернатива тендонектомії
Альтернативою тендонектомії є як покращення догляду за кігтями, так і часта стрижка кінчиків кігтів, привчення кота точити кігті на одному мічці (кігтеточилці або дряпалці). Одним із новіших способів боротьби з пошкодженням меблів та інших предметів домашнього вжитку без проведення операції, яка калічить тварину, є спеціальні м'які силіконові ковпачки для нігтів, які також називають «антишкряби». Ці ковпачки приклеюються до кігтів, після чого тварина відразу може вільно, безболісно та безперешкодно пересуватися, випускати кігті, гратися з людьми, проте вже не може подряпати предмети хатнього вжитку та людей. Приблизно за місяць, коли в тварини відростуть кігті, ці насадки відпадають, і потрібно наклєювати нові антишкряби. Іноді коти роблять спроби здерти або згризти накладки, проте в більшості випадків вони не помічають та не відчувають антишкрябів.